# Šindži Murai
Šindži Murai (japonsko 村井 慎二), japonski nogometaš, * 1. december 1979.
Za japonsko reprezentanco je odigral 5 uradnih tekem.